# Alexandre Guedes
Alexandre Xavier Pereira Guedes (ur. 11 lutego 1994 w Arcozelo) – portugalski piłkarz angielskiego pochodzenia występujący na pozycji napastnika w japońskim klubie Albirex Niigata. Wychowanek São Félix da Marinha, w trakcie swojej kariery grał także w takich zespołach, jak Sporting CP B, CF Reus Deportiu, CD Aves, Vitória Guimarães, Vegalta Sendai oraz FC Famalicão. Młodzieżowy reprezentant Portugalii.